# 新瑟維 (密蘇里州)
新瑟維（英語：New Survey）是位於美國密蘇里州佩米斯科特縣的非建制地區。

## 地理
新瑟維所處的海拔為高於海平面78米（即256英呎），而該地所採用的時區為UTC-6，即北美中部時區（CST）。同時該地設有夏令時間，為UTC-6調快一小時，即UTC-5（CDT）。